# Thelyconychia femorata
Thelyconychia femorata är en tvåvingeart som först beskrevs av Louis-Paul Mesnil 1957.  Thelyconychia femorata ingår i släktet Thelyconychia och familjen parasitflugor.
Artens utbredningsområde är Taiwan. Inga underarter finns listade i Catalogue of Life.